# Прва лига Југославије у кошарци 1971/72.
Прва лига Југославије у кошарци 1971/72. је било 28. првенство СФРЈ у кошарци. Титулу је освојиla Црвена звезда.

## Табела
|     | Тим                    | Игр. | Поб. | Нер. | П+   | П-   | Бод |
| --- | ---------------------- | ---- | ---- | ---- | ---- | ---- | --- |
| 1.  | Црвена звезда          | 22   | 17   | 5    | 1986 | 1832 | 34  |
| 2.  | Југопластика           | 22   | 17   | 5    | 1928 | 1736 | 34  |
| 3.  | Локомотива Загреб      | 22   | 14   | 8    | 1956 | 1874 | 28  |
| 4.  | Раднички Београд       | 22   | 11   | 11   | 2007 | 1955 | 22  |
| 5.  | Работнички             | 22   | 11   | 11   | 1769 | 1752 | 22  |
| 6.  | Партизан               | 22   | 11   | 11   | 1810 | 1802 | 22  |
| 7.  | Олимпија               | 22   | 10   | 12   | 1917 | 1863 | 20  |
| 8.  | ОКК Београд            | 22   | 10   | 12   | 1758 | 1763 | 20  |
| 9.  | Борац Чачак            | 22   | 9    | 13   | 1964 | 1951 | 18  |
| 10. | Задар                  | 22   | 7    | 15   | 1793 | 1926 | 14  |
| 11. | Жељезничар Карловац    | 22   | 7    | 15   | 1743 | 1913 | 14  |
| 12. | Ориолик Славонски Брод | 22   | 5    | 17   | 1621 | 1885 | 10  |

#### Мајсторица за првака
Црвена звезда — Југопластика 75:70 (одиграно у Љубљани)

## Састав шампиона
| Екипа         | Играчи | Тренер             |
| ------------- | --- | ------------------ |
| Црвена звезда | Горан Ракочевић, Зоран Лазаревић, Иван Сарјановић, Божидар Пешић, Владимир Цветковић, Живота Богосављевић, Драган Капичић, Љубодраг Симоновић, Драгиша Вучинић, Зоран Латифић, Тихомир Павловић, Зоран Славнић, Ристо Кубура, Љупче Жугић, Богосав Стефановић | Братислав Ђорђевић |